# Crazy, Stupid, Love
Crazy, Stupid, Love (bra: Amor a Toda Prova; prt: Amor, Estúpido e Louco) é um filme estadunidense de 2011, do gênero comédia romântica, escrito por Dan Fogelman e dirigido por Glenn Ficarra e John Requa, protagonizado por Steve Carell, Ryan Gosling, Julianne Moore e Emma Stone, além de Marisa Tomei e Kevin Bacon.

## Enredo
Quando Cal Weaver (Steve Carell) descobre que sua esposa, Emily (Julianne Moore) o traiu com David Lindhagen (Kevin Bacon), decide se divorciar.
Após tomar a decisão e se mudar para o seu próprio apartamento, começa a frequentar um bar diariamente, falando sobre seu divórcio, até que chama a atenção de Jacob Palmer (Ryan Gosling). Este, por sua vez, é um mulherengo que dia após dia dorme com uma mulher diferente, até que um dia Hannah (Emma Stone) o rejeita. Então, Jacob começa a dar dicas para atrair mulheres a Cal.
Na sua primeira tentativa de ficar com alguém, Cal conhece a professora Kate (Marisa Tomei). Apesar de no início rejeitá-lo pelo seu jeito estranho, dorme com ele. Nas semanas seguintes, Cal consegue seduzir várias mulheres, ainda que continue desestabilizado emocionalmente por causa de seu divórcio. Ele então reencontra Emily em uma reunião de pais na escola de seu filho, Robbie, e eles se reaproximam. Contudo, quando Emily descobre que Cal ficou com Kate, a professora de Robbie, ela volta para David.
Enquanto isso, Hannah espera de seu namorado uma proposta de casamento, Richard (Josh Groban). Sua melhor amiga, no entanto, lhe diz que ela não é feliz com seu relacionamento com Richard, e que deveria ter saído com Jacob aquela noite. Após passar no seu exame de advocacia, Richard não a propõe em casamento, a decepcionando. Então, ela encontra Jacob no bar e o beija. Eles planejam fazer sexo naquela noite, mas acabam passando a noite toda conversando sobre si mesmos. Durante a conversa, fica implícito que o motivo pelo qual Jacob ajudou Cal foi porque seu pai estava passando pela mesma situação. Jacob começa um relacionamento com Hannah, e consequentemente, se distancia de Cal, que não entende o que está acontecendo e fica deprimido.
Ao mesmo tempo, Robbie tenta inúmeras vezes mostrar à sua babá, Jessica, que está a fim dela. Ela não corresponde ao seu amor, mas demonstra interesse em Cal.
Jacob retorna às ligações de Cal, dizendo que está desnorteado, pois se apaixonou por uma garota (Hannah) e não sabe o que fazer, já que vai conhecer a sogra. Cal lhe dá algumas dicas, como ser ele mesmo, autêntico e fica feliz em poder ajudar o amigo.
Em uma reunião familiar, com o propósito de reconquistar Emily, Cal e seus filhos começam a criar um mini golf para relembrar Emily de seu primeiro encontro com o ex-marido. Então, Jacob e Hannah aparecem, e é então descoberto que Hannah é filha de Cal e Emily. Neste mesmo momento, o pai de Jessica também aparece, furioso por ter visto um envelope com fotos de sua filha nua (as quais foram endereçadas a Cal, que de nada sabia). Robbie fica triste ao saber que Jessica tem atração por seu pai. David aparece para devolver a Emily sua jaqueta; Jacob começa então a brigar com David, acusando-o de ter roubado Emily de Cal. A cena acaba com Cal, Jacob, David e Bernie (pai de Jessica) brigando, com a polícia sendo chamada.
Cal volta a frequentar o bar, e é quando Jacob o visita. Já mais próximo da família, Jacob vai à formatura de Robbie; ele também confessa seu amor por Hannah. Cal desaprova do relacionamento, pois Jacob anteriormente vivera uma fase de muita farra. Jacob, contudo, diz não ter nenhum sentimento ruim quanto a Cal e o parabeniza por ser um bom pai.
Durante sua formatura, Robbie faz um discurso pessimista dizendo que não acredita mais em almas gêmeas e amor verdadeiro. Cal o interrompe, dizendo que não se importava se daria ou não certo, mas que nunca desistiria de Emily. Já mais otimista quanto aos seus sentimentos, Robbie confessa seu amor por Jessica. Ela então lhe dá o envelope com suas fotos nua e diz para carregá-las com ele durante o seu high school. Cal aprova o relacionamento entre Hannah e Jacob. Por fim, Cal e Emily conversam sobre o que aconteceu no último ano. Robbie os olha e sorri.

## Elenco
- Steve Carell como Cal Weaver
- Ryan Gosling como Jacob Palmer
- Julianne Moore como Emily Weaver
- Emma Stone como Hannah Weaver
- Marisa Tomei como Kate Tafferty
- Kevin Bacon como David Lindhagen
- Analeigh Tipton como Jessica Riley
- Julianna Guill como Madison
- Crystal Reed como Amy Johnson
- John Carroll Lynch como Bernie Riley
- Beth Littleford como Claire Riley
- Josh Groban como Richard
- Liza Lapira como Liz
- Mekia Cox como Tiffany
- Jonah Bobo como Robbie Weaver
- Joey King como Molly Weaver

## Recepção

### Críticas
As críticas sobre o filme foram, geralmente, positivas. No site Rotten Tomatoes, 78% de 193 críticos fizeram uma boa crítica.
Roger Ebert deu ao filme 3 de 4 estrelas, dizendo que é "uma doce e harmoniosa comédia romântica sobre pessoas com bom coração". O New York Times também deu ao filme 4 de 5 estrelas, assim como o Los Angeles Times. Daniel Sarath deu ao filme 3 estrelas, dizendo que o filme "é uma comédia romântica com, realmente, comédia e romance".
No Brasil, a seção do Jornal O Globo de O Bonequinho Viu aplaude o filme de pé, ou seja, "nota máxima".

### Público
O filme estreou em 5º lugar no ranking dos Estados Unidos, arrecadando 19 milhões em seu fim de semana de estreia. No total, já arrecadou $142.7 dólares.